# Соколов, Алексей Викулович
Алексей Викулович Соколов (1829—1894) — бийский купец 2-й гильдии, благотворитель, потомственный почётный гражданин.

## Биография
Родился в 1829 году. Потомок крепостных крестьян из Владимирской губернии. Занимался скототорговлей, скупкой сырья в Монголии и на Горном Алтае, владел факторией в Улясутае.
В 1876 году организовал первую бийскую больницу на 25 коек, которая позднее работала на проценты от пожертвованного купцом капитала.
В 1881 году безвозмездно передал 5000 рублей на основание Владимирского детского приюта в Томске. Строил церкви в селениях Бийского уезда и на Горном Алтае. В 1879 году выделил 4000 рублей на возведение храма Александра Невского (Бийск). Соорудил вместе с купцом А. Ф. Морозовым здание Катехизаторского училища для подготовки священников-миссионеров.
В 1889 году построил школу в Шебалиной деревне (Алтайская волость). В 1890 году уступил здание в пользу церковно-приходской школы при Покровском соборе Бийска.
Пожертвовал Томскому университету деньги для его открытия, в котором участвовал как представитель бийского купечества.
Неоднократно избирался в гласные городской думы (с 1870). В 1880 году вступил в попечительский совет Бийской женской прогимназии. Удостаивался благодарностей и поощрений от религиозных учреждений.
При наличии долговых претензий (80 000 рублей) отдал распоряжение о взыскании средств лишь с обеспеченных кредиторов. Составил завещание о передаче практически всего своего капитала в 200 000 рублей церковным, благотворительным и просветительским организациям.

## Награды
Награждён орденами Святого Станислава 2-й степени и Святой Анны 2-й степени.